# Лопасов, Николай Валентинович

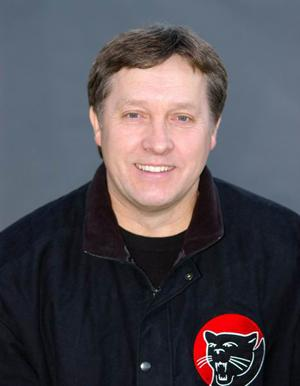
Николай Валентинович Лопасов, 2005

Николай Валентинович Лопасов (эст. Nikolai Lopassov; род. 10 августа 1951, Ленинград, СССР) — эстонский хоккейный тренер, воспитанник свердловской (Екатеринбург) школы хоккея.

## Биография
1963-1969 - вратарь в хоккейной школе СПШ "Юность", юноши, первенство Свердловска, тренер Петров П.Ф.
1966 - участник Всесоюзного финала турнира "Золотая Шайба", (город Москва), вратарь в составе хоккейной команды "Луна 9", тренер Шкляев В.
1967 - вратарь команды "Металлург ВИЗ", участник всесоюзного турнира по хоккею "Молодость" в городе Горький, тренер Грязнов Л (среди воспитанников - Павел Дацюк).
1969 - 1970 - вратарь молодежного состава хоккейной команды "Автомобилист" (Свердловск, тренер Горбунов Ю.А.), участник молодежного первенства СССР по хоккею. В состав команды входили Кутергин Виктор, Прокофьев Владимир, Селиванов Сергей, Зобнин Валерий, Печенин Сергей, Ермишин Виталий, Терентьев Александр, Лобанов Леонид
1971 - вратарь, участник финала Зимней Спартакиады Урала (г. Челябинск) в составе сборной Свердловска (тренер Уфимцев С).
1969  - 1973 - вратарь хоккейной команды СГПИ (тренер Щипачев В.), чемпион и обладатель кубка Свердловска по хоккею, участник Всесоюзных Студенческих Игр, город Омск

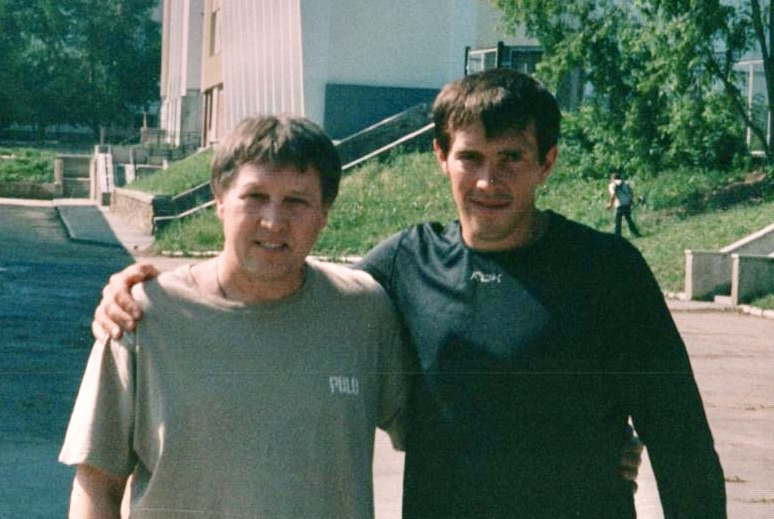
Воспитанники Хоккейной школы "Юность" Николай Лопасов и Павел Дацюк, Екатеринбург, 2005 год

1972, 1973 - вратарь хоккейной команды "Горняк" (г. Кушва, тренер Кандауров А.), участник первенства Свердловской области
1972 - вратарь в составе сборной Свердловска по хоккею (тренер Фирсов Ю), участник финала юбилейной зимней Спартакиады Урала, посвященной 250-летию города Свердловск.
1971-1973 - запасной вратарь, команда "Автомобилист" (Свердловск)
1973 - окончил Свердловский педагогический институт.
1974 -1975 - преподаватель физвоспитания в Свердловском политехническом институте.
1975-1977 - вратарь хоккейной команды "Кренгольм" (г. Нарва, тренеры Исаев Ю, Пивкин В), участник чемпионата СССР по хоккею в группе Б.
с 1977 по 1981 - старший тренер СДЮШ г. Нарва. Среди воспитанников - Игорь Осипенков (нападающий СКА (Санкт-Петербург), Таллекс (Таллинн), Нарва ПСК, Титанит (Финляндия), капитан сборной Эстонии)
с 1977 по 1980 - главный тренер хоккейной команды НКСМ (г. Нарва, участник чемпионата Эстонии)
1981 -1982 - администратор команды Кренгольм (первенство СССР, группа группа А, 2 лига, тренер Чекалкин В.)
1982-1993 - тренер СДЮШОР города Таллинн. Среди воспитанников - Олле Сильдре (нападающий в составе "Спартак" Москва, Таппара (Финляндия), Пантер (Таллинн), Рауно Паррас (нападающий, действующий президент Хоккейного Союза Эстонии), Владимир Семенуха

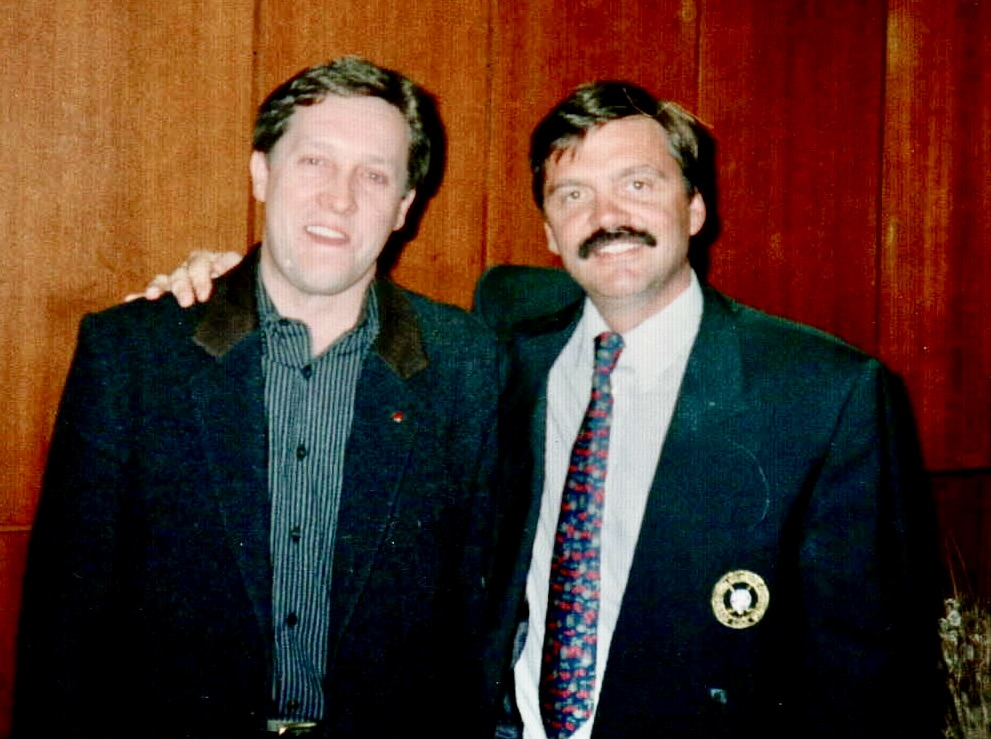
Рене Фазель. Николай Лопасов, Таллинн, 1996

1988-1993 - главный тренер/менеджер команды ТФМК (Таллинн, чемпионат Эстонии)  

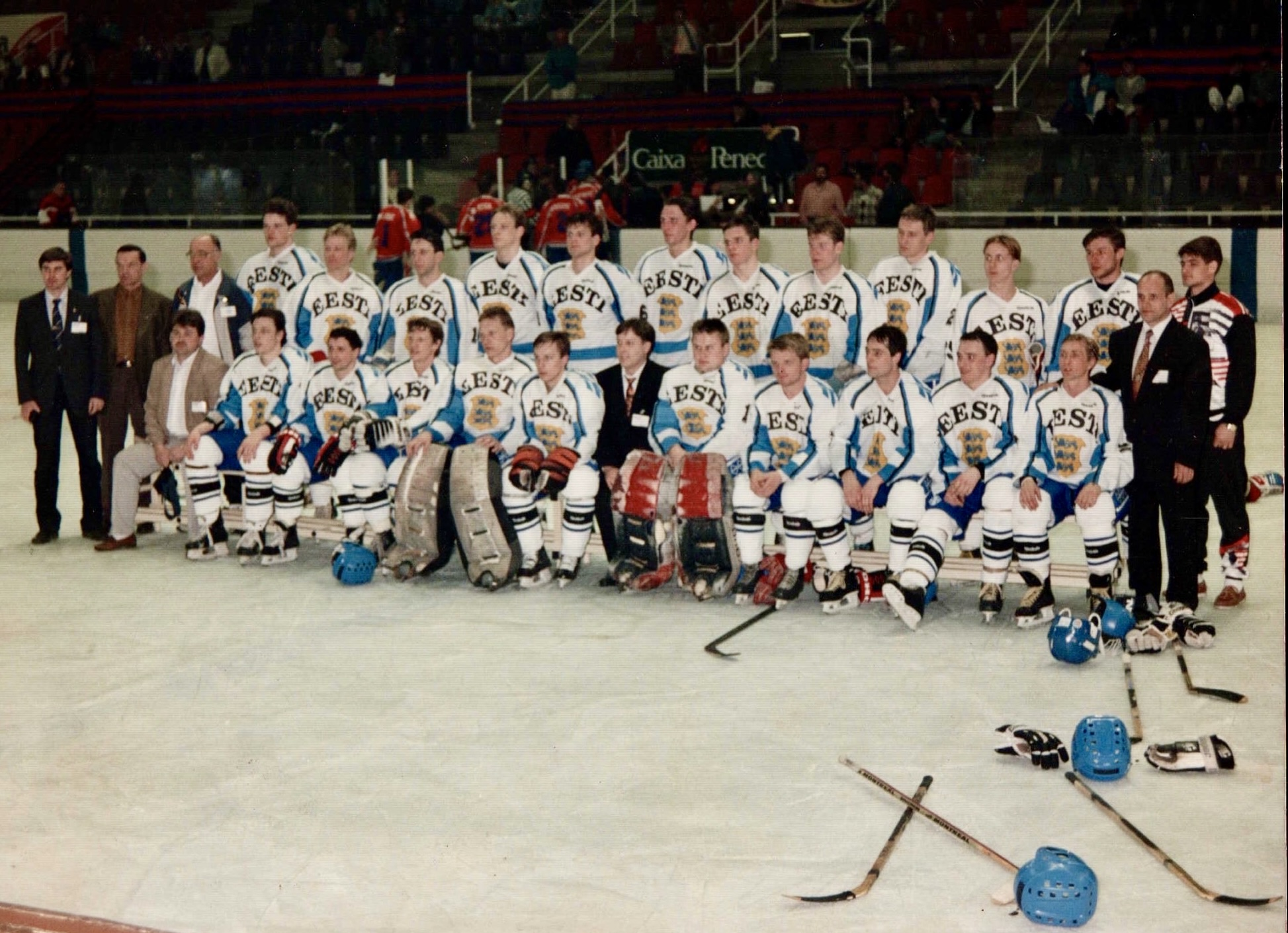
Сборная Эстонии по хоккею - победитель ЧМ по хоккею (группа С1), Барселона. Николай Лопасов - в первом ряду в центре

1992-2000 - генеральный менеджер сборной Эстонии по хоккею, а также сборной Эстонии U20 и U18. Турниры:
1993 год - победа в Отборочном турнире за право участия в чемпионате мира по хоккею (Литва, город Электронай)
1994 год - Золото Чемпионата мира по хоккею, подгруппа С2, (Испания, Барселона)
1995 год - 4 место на Чемпионате мира по хоккею подгруппа С1 (Болгария, София)

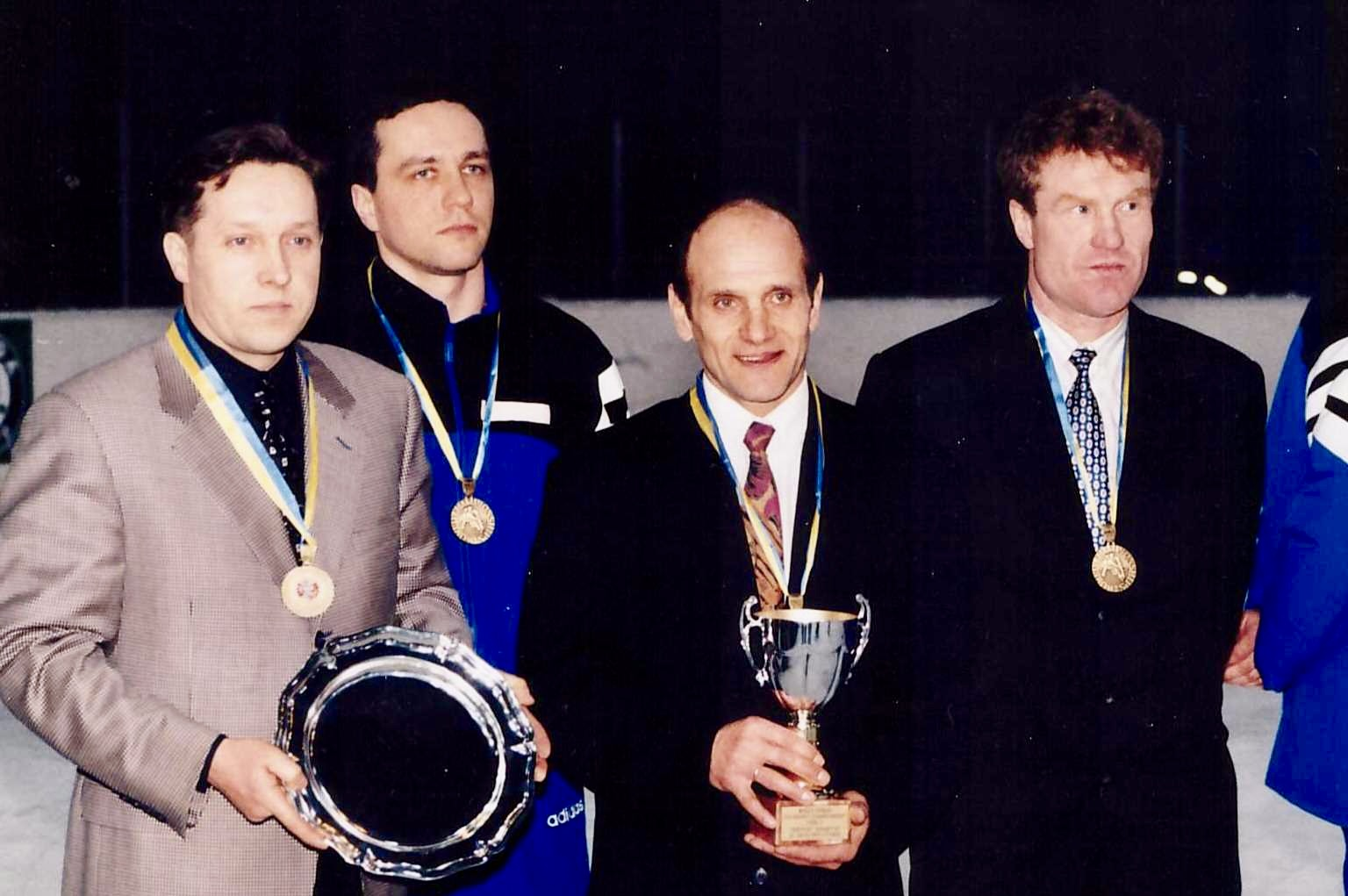
Бронзовые медали ЧМ по хоккею (группа С), 1997 год, Таллинн. Слева - Николай Лопасов, в центре - Александр Романцов, справа - Александр Шляпников

1996 год - серебро Чемпионата мира U20 по хоккею (Таллинн, группа D),
1996 год - 5 место на Чемпионате мира по хоккею в группе С (Словения, Ясинице)
1997 год - бронза на Чемпионате мира по хоккею в группе С (Таллинн, Эстония)
1998 год - бронза на Чемпионате мира по хоккею в группе В (Любляна, Словения)
1998 год - 4 место на отборочном турнире за место в высшем дивизионе (Австрия)
1998 год - 4 место на Чемпионате Европы по хоккею U18 в группе С (Загреб, Хорватия)
1999 год - 6 место на Чемпионате мира по хоккею в группе В (Дания)
1999 год - 5 место на Чемпионате мира по хоккею U20 в группе С (Каунас)
1996-2000 - генеральный менеджер/старший тренер клуба "ТХЦ" (г. Таллинн), участник первенства Эстонии.
2000 - 2002 - менеджер, хоккейный клуб "Динамо" (Москва)

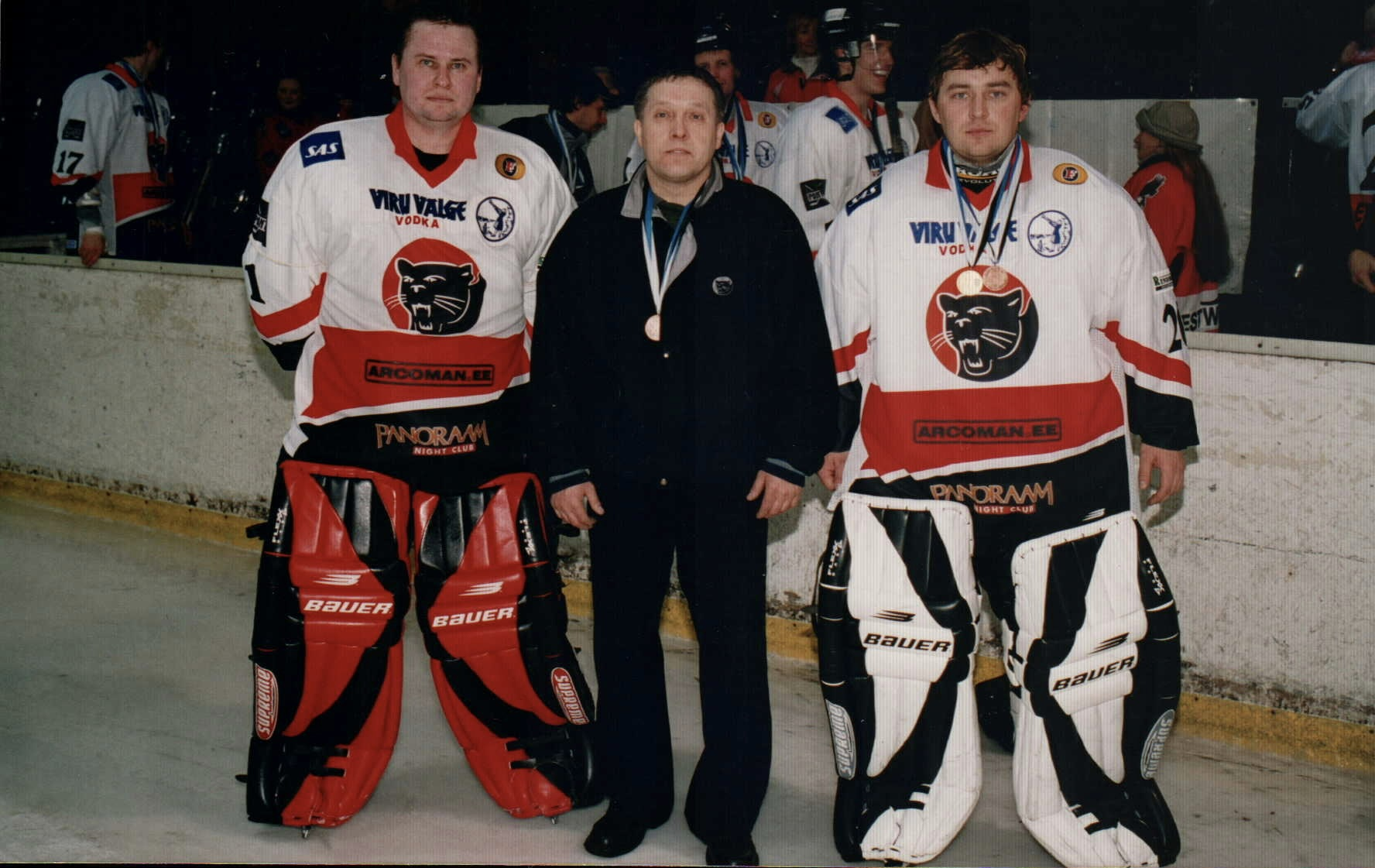
Андрус Ахи, Николай Лопасов, Кристиан Адами

2002-2007 - тренер, хоккейный клуб "Пантер" (Таллинн). Чемпионат Эстонии, Чемпионат Финляндии

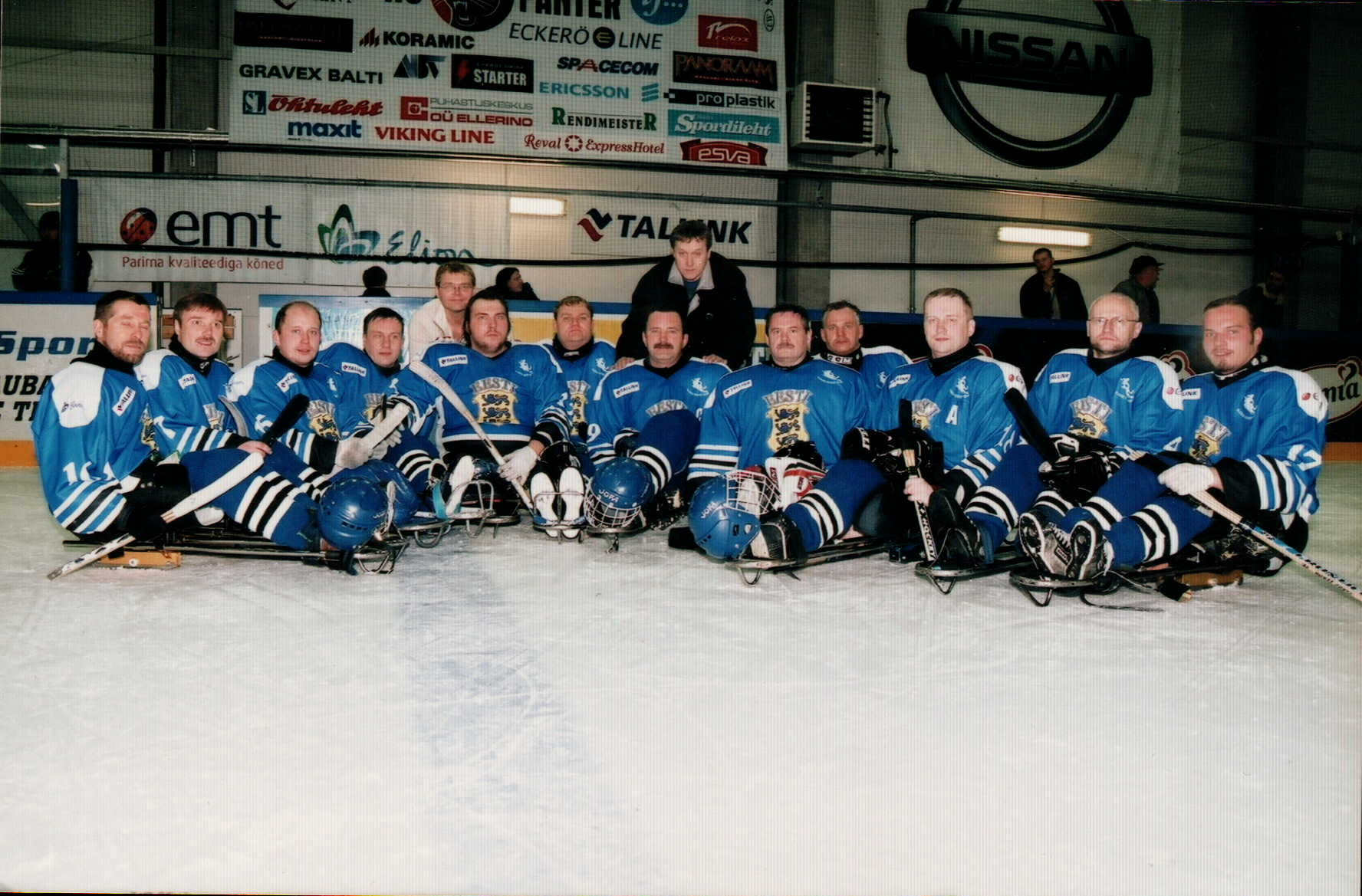
Сборная Эстонии по следж-хоккею, Таллинн, 2006 год

2004-2007 - генеральный менеджер и главный тренер сборной Эстонии по следж-хоккею. Турниры:
2004 год - 8 место на Чемпионате Мира по следж-хоккею (Мальмо, Швеция)
2005 год - бронза на Чемпионате Европы по следж-хоккею (Злин, Чехия)
2005 года - бронза на отборочном олимпийском турнире по следж-хоккею (Турин, Италия)
2007 год - генеральный менеджер женской сборной Эстонии по хоккею. Турниры:

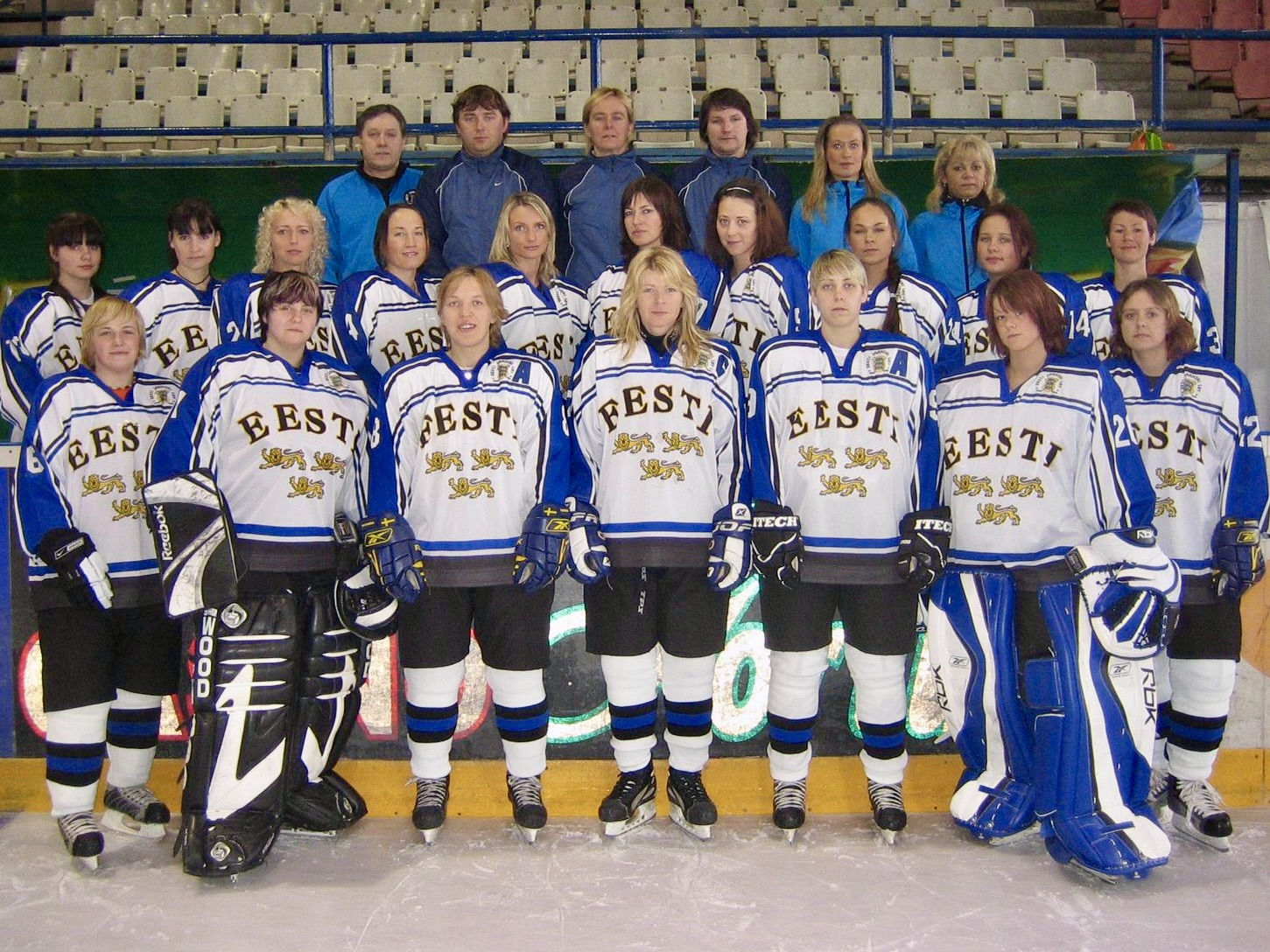
Женская сборная Эстонии по хоккею, ЧМ 2007 год, Румыния. Менеджер - Николай Лопасов (первый в третьем ряду)

2007 год - 4 место на Чемпионате Мира по хоккею среди женщин, 4 дивизион (Румыния)
Главный идеолог и один из учредителей Любительской Хоккейной Лиги Эстонии (Harrastajate Hokiliiga), в 2000—2007 гг. член её правления. Признан лучшим тренером по хоккею в Эстонии в 1997, 2002, 2003, 2004 гг.
С 2007 года живет в США.